# Aracy de Almeida
Aracy Teles de Almeida (Rio de Janeiro, 19 de agosto de 1914 — Rio de Janeiro, 20 de junho de 1988) foi uma cantora brasileira. Conhecida como o "Samba em Pessoa" ou "A Dama do Encantado", foi identificada como a primeira grande cantora de samba, tendo também interpretado diversos outros estilos. Amiga e principal intérprete da obra de Noel Rosa, é considerada a responsável pelo renascimento da obra do compositor.
Também foi jurada em diversos programas de televisão, notavelmente do programa Show de Calouros de Silvio Santos.
Cantava samba, mas era apreciadora de música clássica e se interessava por leituras de psicanálise, além de ter em sua casa, quadros de pintores brasileiros como Aldemir Martins e Di Cavalcanti. Os que conviviam com ela, na intimidade ou profissionalmente, a viam como uma mulher lida e esclarecida. Tratada por amigos pelo apelido de "Araca", Noel Rosa disse, em entrevista para A Pátria, em 4 de janeiro de 1936: "Aracy de Almeida é, na minha opinião, a pessoa que interpreta com exatidão o que eu produzo".

## Primeiros anos

Em 1961.

Aracy Teles de Almeida nasceu em 19 de agosto de 1914. Foi criada no subúrbio carioca, no bairro de Encantado, numa grande família protestante; o pai, Baltasar Teles de Almeida, era chefe de trens da Central do Brasil e a mãe, dona Hermogênea, dona de casa. Tinha apenas irmãos homens.
Estudou num colégio no bairro do Engenho de Dentro, onde foi colega do radialista Alziro Zarur, passando depois para o Colégio Nacional, no Méier. Aracy costumava cantar hinos religiosos na Igreja Batista e, escondida dos pais, cantava canções de entidades em terreiros de candomblé e no bloco carnavalesco "Somos de pouco falar". "Mas isso não rendia dinheirim", como Aracy dizia.

## Carreira musical

### Anos 1930 e 1940
Em 1933, levada por Custódio Mesquita, estreia na Rádio Educadora do Brasil com a canção "Bom-dia, Meu Amor" (Joubert de Carvalho e Olegário Mariano) e grava em seu primeiro disco a marcha "Em Plena Folia" (Julieta de Oliveira) . Nessa mesma emissora conhece o compositor Noel Rosa, que a convida para "tomar umas cervejas cascatinhas na Taberna da Glória". Torna-se então intérprete de alguns dos seus sambas e grava em álbum "Riso de Criança" (1934).
Transferindo-se para a Victor, participou do coro de diversas gravações e lançou, ainda em 1935, como solista, "Triste cuíca" (Noel Rosa e Hervé Cordovil), "Cansei de pedir", "Amor de parceria" (ambas de Noel Rosa) e "Tenho uma Rival" (Valfrido Silva). A partir de então, tornou-se conhecida como intérprete de sambas e canções carnavalescas, tendo sido apelidada por César Ladeira de "O Samba em Pessoa". Trabalhou na Rádio Philips com Sílvio Caldas, no Programa Casé, nas rádios Cajuti, Mayrink Veiga e Ipanema. Excursionou com Carmen Miranda pelo Rio Grande do Sul.
Em 1936 foi para a Rádio Tupi e gravou com sucesso duas músicas de Noel Rosa, "Palpite Infeliz" e "O X do Problema". Em 1937 atuou na Rádio Nacional e destacou-se com os sambas "Tenha Pena de Mim" (Ciro de Sousa e Babau), "Eu Sei Sofrer" (Noel Rosa e Vadico) e "Último Desejo", de Noel Rosa, que faleceu nesse ano.
Gravou, em 1938, "Século do Progresso" (Noel Rosa) e "Feitiço da Vila" (Noel Rosa e Vadico), e, em 1939, lançou em disco "Chorei quando o Dia Clareou" (Davi Nasser e Nelson Teixeira) e "Camisa Amarela" (Ari Barroso). Para o Carnaval de 1940, gravou a marcha "O Passarinho do Relógio" (Haroldo Lobo e Milton de Oliveira) e, no ano seguinte, "O Passo do Canguru" (dos mesmos autores).
Em 1942, lançou o samba "Fez Bobagem" (Assis Valente), "Caramuru" (B. Toledo, Santos Rodrigues e Alfeu Pinto), "Tem Galinha no Bonde" e "A Mulher do Leiteiro" (ambas de Milton de Oliveira e Haroldo Lobo). Fez sucesso no Carnaval de 1948 com "Não me Diga Adeus" (Paquito, Luis Soberano e João Correia da Silva) e, em 1949, gravou "João Ninguém" (Noel Rosa) e "Filosofia" (Noel Rosa e André Filho).

### 1948 a 1952 - O período Vogue
Entre 1948 e 1952, trabalhou na boate carioca Vogue, sempre cantando o repertório de Noel Rosa; graças ao sucesso de suas interpretações nessa temporada, lançou pela Continental dois álbuns de 78 rpm com canções desse compositor: o primeiro deles, lançado em setembro de 1950, continha Conversa de botequim (com Vadico), Feitiço da Vila (com Vadico), O X do problema, Palpite infeliz, Não tem tradução e Último desejo; no segundo, lançado em março de 1951, interpretou Pra que mentir (com Vadico), Silêncio de um minuto, Feitio de Oração (com Vadico), Três apitos, Com que roupa e O Orvalho Vem Caindo (com Kid Pepe).
Foi, ao lado de Carmen Miranda, a maior cantora de sambas dos anos 30. Depois de atuar com sucesso na boate Vogue em Copacabana na década de 40, entre 1950 e 1951, gravou dois álbuns dedicados a Noel Rosa, que seriam responsáveis pela reavaliação da obra do poeta da Vila.

Sérgio Porto, Billy Blanco e Aracy de Almeida.

Mudou-se para a cidade de São Paulo em 1950, e lá viveu durante 12 anos. Em 1955 trabalhou no filme Carnaval em lá maior, de Ademar Gonzaga, e lançou, pela Continental, um LP de dez polegadas só com canções de Noel Rosa, no qual foi acompanhada pela orquestra de Vadico, cantando, entre outras, São Coisas Nossas, Fita Amarela e as composições inéditas Meu Barracão, Cor de Cinza, Voltaste e A Melhor do Planeta (com Almirante).

### Anos 1960
Três anos depois, lançou pela Polydor o LP Samba em pessoa. Em 1962 a RCA, reaproveitando velhas matrizes, editou o disco Chave de ouro. Em 1964, gravou com a dupla Tonico e Tinoco, o cateretê Tô chegando agora (Mário Vieira) e apresentou-se com Sérgio Porto e Billy Blanco na boate Zum-Zum no Rio de Janeiro.
Em 1965, fez vários shows no Rio de Janeiro: "Samba pede passagem", no Teatro Opinião; "Conversa de botequim", dirigido por Miele e Ronaldo Boscoli, no Crepúsculo; e um espetáculo na boate Le Club, com o cantor Murilo de Almeida. No ano seguinte, a Elenco lançava o disco Samba é Aracy de Almeida. Com o cômico Pagano Sobrinho, fez "É proibido colocar cartazes", um programa de calouros da TV Record, de São Paulo, em 1968. No ano seguinte, a dupla apresentou-se na boate paulistana Canto Terzo. 
Ainda em 1969, fez parte do show "Que maravilha!", apresentado no Teatro Cacilda Becker em São Paulo e dirigido por Fernando Faro. Além de Aracy, participaram Jorge Ben, Toquinho e Paulinho da Viola.

## Carreira na televisão
Depois disso, com a entrada da bossa nova, os intérpretes de samba já não eram tão solicitados. Aracy trabalhou em vários programas de TV: Programa do Bolinha; na TV Tupi, com Mário Montalvão; na TV Globo, com a Buzina do Chacrinha; no Programa Silvio Santos; programas na TVE; Programa da Pepita Rodrigues, na TV Manchete; Programa do Perlingeiro, na TV Excelsior; no Almoço com as estrelas, com Aérton Perlingeiro, entre outros.

## Vida pessoal
Foi sempre bastante discreta com relação a sua vida pessoal e não teve filhos. Entre 1938 e 1942, foi casada com José Fontana, mais conhecido como Rey e que era então goleiro do Vasco da Gama.
Desde o final dos anos 1950, esteve em um relacionamento com o coronel-médico reformado Henrique Leopoldo Pfefferkorn, conhecido por seus amigos como Capita.

## Doença e morte
Em 1988, Aracy teve um edema pulmonar. No início, ficou internada em São Paulo, retornando ao Rio de Janeiro para o hospital da SEMEG, na Tijuca. Silvio Santos a ajudou financeiramente na época em que esteve doente e lhe telefonava todos os dias, às 18 horas, para saber como ela estava.
Depois de dois meses em coma, voltou à lucidez por dois dias, e, num súbito aumento de pressão arterial, faleceu no dia 20 de junho, aos 73 anos. Seu corpo foi velado no Teatro João Caetano, visto que seu último show com Albino Pinheiro havia sido lá. O Cemitério Parque Jardim da Saudade doou o túmulo para ela; porém, já havia uma gaveta num cemitério em São Paulo, mas Adelaide não quis levá-la para lá. O Corpo de Bombeiros percorreu parte do Rio de Janeiro com a sua urna como homenagem, passando pelos lugares importantes frequentados por Aracy (Copacabana, Glória, Lapa, Vila Isabel, Méier e Encantado).

## Atriz
- 1946 - Segura Esta Mulher
- 1948 - Esta É Fina
- 1955 - Carnaval em Lá Maior
- 1967 - Perpétuo contra o Esquadrão da Morte
- 1968 - Cordiais Saudações (curta-metragem)

## Resumo cronológico
- Apesar de desbocada, ainda menina, cantou sambas e marchas nas Escolas de Samba.
- Em 1933, apresentado a Custódio Mesquita a conduziu ao seu programa na Rádio Educadora, ano que conheceu Noel Rosa, nascendo ali uma grande amizade, apesar de nunca haver nenhuma relação amorosa, Noel mesmo assim compôs para ela a canção Riso de Crianças, que Aracy grava em 1935. A partir de então, passou a compor canções exclusivas para ela.
- Devido a sua estatura, baixa, magra, não frequentou o Cassino da Urca e nem foi capa de revista.
- Com a morte de Noel Rosa em 1937, passa a compor marchinhas carnavalescas.
- Em 1946, estreou no cinema com o filme Segura Esta Mulher
- Na década de 50, trocou o Rio de Janeiro por São Paulo e foi contratada pela Rádio Record.
- Na década de 70, atuou na televisão como apresentadora e jurada, na Buzina do Chacrinha e depois no Show de Calouros, apresentado por Silvio Santos.
- Faleceu em 20 de junho de 1988, de embolia pulmonar, aos 73 anos de idade, no Rio de Janeiro.

## Discografia
Fonte:

### Gravações em 78 RPM e rádio
| Indíce | Canção                               | Composição                                                              | Interprete       | Acompanhada por                                                          | Gênero       | Gravadora                        | Lançamento |
| ------ | ------------------------------------ | ----------------------------------------------------------------------- | ---------------- | ------------------------------------------------------------------------ | ------------ | -------------------------------- | ---------- |
| 1      | Em Plena Folia                       | Julieta de Oliveira                                                     | Aracy de Almeida | Pixinguinha e sua Orquestra                                              | Marcha       | Columbia 22258-A                 | 1934       |
| 2      | Golpe Errado                         | Jaci                                                                    | Aracy de Almeida | Pixinguinha e sua Orquestra                                              | Marcha       | Columbia 22259-A                 | 1934       |
| 3      | Riso de Criança                      | Noel Rosa                                                               | Aracy de Almeida | Pixinguinha e sua Orquestra                                              | Samba        | Columbia 8107-A                  | 1934       |
| 4      | Saudade do Meu Papai                 | Walfrido Silva/Roberto Martins                                          | Aracy de Almeida | Pixinguinha e sua Orquestra                                              | Marcha       | Columbia 8107-B                  | 1934       |
| 5      | Triste Cuíca                         | Noel Rosa/Hervé Cordovil                                                | Aracy de Almeida | Benedito Lacerda e seu Regional                                          | Samba        | Victor 33927-A                   | 1935       |
| 6      | Tenho uma Rival                      | Walfrido Silva                                                          | Aracy de Almeida | Benedito Lacerda e seu Regional                                          | Samba        | Victor 33927-B                   | 1935       |
| 7      | Pedindo a São João                   | Herivelto Martins/Darci de Oliveira                                     | Aracy de Almeida | Os Diabos do Céu                                                         | Samba        | Victor 33937-A                   | 1935       |
| 8      | Santo Antonio, São Pedro e São João  | Herivelto Martins/Alcebíades Barcelos “Bide”                            | Aracy de Almeida | Os Diabos do Céu                                                         | Marcha       | Victor 33937-B                   | 1935       |
| 9      | Tic-Tac                              | Roberto Martins/Waldemar Silva                                          | Aracy de Almeida | Os Diabos do Céu                                                         | Marcha       | Victor 33949-A                   | 1935       |
| 10     | Cansei de Pedir                      | Noel Rosa                                                               | Aracy de Almeida | Grupo do Canhoto                                                         | Samba        | Victor 33949-B                   | 1935       |
| 11     | Não Deves Sorrir pra Mim             | Roberto Martins                                                         | Aracy de Almeida | Grupo do Canhoto                                                         | Samba        | Victor 33963-A                   | 1935       |
| 12     | Samba o Meu Samba                    | J. Aimberê                                                              | Aracy de Almeida | Grupo do Canhoto                                                         | Samba        | Victor 33963-B                   | 1935       |
| 13     | Chave de Ouro                        | Roberto Martins/Alcebíades Barcelos “Bide”                              | Aracy de Almeida | Conjunto Regional RCA-Victor                                             | Marcha       | Victor 33973-A                   | 1935       |
| 14     | Amor de Parceria                     | Noel Rosa                                                               | Aracy de Almeida | Conjunto Regional RCA-Victor                                             | Samba-Choro  | Victor 33973-B                   | 1935       |
| 15     | Ao Menos um Olhar                    | Walfrido Silva/Germano Augusto                                          | Aracy de Almeida | Conjunto Regional RCA-Victor                                             | Samba        | Victor 33981-A                   | 1935       |
| 16     | Eu por Você                          | Kid Pepe                                                                | Aracy de Almeida | Conjunto Regional RCA-Victor                                             | Samba        | Victor 33981-B                   | 1935       |
| 17     | Tens de Compreender                  | Antônio Nássara                                                         | Aracy de Almeida | Grupo do Canhoto                                                         | Samba        | Victor 33997-A                   | 1935       |
| 18     | Não Te Dou Perdão                    | Germano Augusto/José Fernandes                                          | Aracy de Almeida | Grupo do Canhoto                                                         | Samba        | Victor 33997-B                   | 1935       |
| 19     | Palpite Infeliz                      | Noel Rosa                                                               | Aracy de Almeida | Conjunto Regional RCA-Victor                                             | Samba        | Victor 34007-A                   | 1936       |
| 20     | Que Baixo                            | Noel Rosa/Antônio Nássara                                               | Aracy de Almeida | Conjunto Regional RCA-Victor                                             | Marcha       | Victor 34007-B                   | 1936       |
| 21     | Manda Embora Essa Tristeza           | Capiba                                                                  | Aracy de Almeida | Os Diabos do Céu                                                         | Frevo-Canção | Victor 34019-A                   | 1936       |
| 22     | Já Faz um Ano                        | Nelson Ferreira                                                         | Aracy de Almeida | Os Diabos do Céu                                                         | Frevo-Canção | Victor 34019-B                   | 1936       |
| 23     | Ingratidão                           | José Maria de Abreu/Carlos Rego Barros de Souza                         | Aracy de Almeida |                                                                          | Samba        | Victor 34027-A                   | 1936       |
| 24     | Ótima Ocasião                        | Luiz Vassalo                                                            | Aracy de Almeida |                                                                          | Marcha       | Victor 34027-B                   | 1936       |
| 25     | E Você Me Abandonou                  | José Maria de Abreu / Carlos Rego Barros de Souza                       | Aracy de Almeida | Os Diabos do Céu                                                         | Samba        | Victor 34040-A                   | 1936       |
| 26     | Se o Morro Não Descer                | Herivelto Martins / Darci de Oliveira                                   | Aracy de Almeida | Conjunto Regional RCA-Victor                                             | Samba        | Victor 34040-B                   | 1936       |
| 27     | Pombo Correio                        | José Maria de Abreu /Carlos Rego Barros de Souza                        | Aracy de Almeida | Conjunto Regional RCA-Victor                                             | Marcha       | Victor 34090-A                   | 1936       |
| 28     | ABC do Amor                          | Ciro de Souza/ Moreira da Silva                                         | Aracy de Almeida | Conjunto Regional RCA-Victor                                             | Samba        | Victor 34090-B                   | 1936       |
| 29     | “X” do Problema                      | Noel Rosa                                                               | Aracy de Almeida | Conjunto Regional RCA-Victor                                             | Samba        | Victor 34099-A                   | 1936       |
| 30     | Meu Coração                          | Roberto Martins/Waldemar Silva                                          | Aracy de Almeida | Conjunto Regional RCA-Victor                                             | Marcha       | Victor 34099-B                   | 1936       |
| 31     | Ele Vem Chorando                     | Roberto Martins/Alcebíades Barcelos “Bide”                              | Aracy de Almeida | Conjunto Regional RCA-Victor                                             | Samba        | Victor 34106-A                   | 1936       |
| 32     | Contentamento                        | Buci Moreira/Raul Marques                                               | Aracy de Almeida | Conjunto Regional RCA-Victor                                             | Samba        | Victor 34106-B                   | 1936       |
| 33     | Não Quero Mais                       | Angenor de Oliveira/Carlos Moreira de Castro/Zé da Zilda*               | Aracy de Almeida | Conjunto Regional RCA-Victor                                             | Samba        | Victor 34125-A                   | 1936       |
| 34     | Não Há Razão                         | Kid Pepe/Zé Pretinho                                                    | Aracy de Almeida | Conjunto Regional RCA-Victor                                             | Samba        | Victor 34125-B                   | 1936       |
| 35     | Ai, Ai, Ai...                        | Floriano Ribeiro de Pinho                                               | Aracy de Almeida | Os Reis do Ritmo                                                         | Samba        | Victor 34134-A                   | 1937       |
| 36     | Lua Indiscreta                       | Antônio Nássara/Cristóvão de AlencarCristóvão de Alencar                | Aracy de Almeida | Os Reis do Ritmo                                                         | Marcha       | Victor 34134-B                   | 1937       |
| 37     | Mandei Carimbar                      | Kid Pepe/Germano Augusto                                                | Aracy de Almeida | Os Reis do Ritmo                                                         | Batucada     | Victor 34138-A                   | 1937       |
| 38     | Minha Pombinha                       | Kid Pepe/Germano Augusto                                                | Aracy de Almeida | Os Reis do Ritmo                                                         | Marcha       | Victor 34138-B                   | 1937       |
| 39     | Eu e Você                            | Raul Marques/Ernani Silva                                               | Aracy de Almeida | Os Diabos do Céu                                                         | Samba        | Victor 34146-A                   | 1937       |
| 40     | Helena                               | Raul Marques/Ernani Silva                                               | Aracy de Almeida | Os Diabos do Céu                                                         | Samba        | Victor 34146-B                   | 1937       |
| 41     | So Pode Ser Você                     | Noel Rosa/Osvaldo Gogliano “Vadico”                                     | Aracy de Almeida | Conjunto Regional RCA-Victor                                             | Samba        | Victor 34152-A                   | 1937       |
| 42     | Pensando em Ti                       | Antônio Nássara/Castro Barbosa                                          | Aracy de Almeida | Os Diabos do Céu                                                         | Samba        | Victor 34152-B                   | 1937       |
| 43     | Eu Sei Sofrer                        | Noel Rosa                                                               | Aracy de Almeida | Boêmios da Cidade                                                        | Samba        | Victor 34176-A                   | 1937       |
| 44     | O Maior Castigo Que Eu Te Dou        | Noel Rosa                                                               | Aracy de Almeida | Boêmios da Cidade                                                        | Samba        | Victor 34176-B                   | 1937       |
| 45     | Bate, Bate Coração                   | Roberto Martins/Mário Lago                                              | Aracy de Almeida | Boêmios da Cidade                                                        | Marcha       | Victor 34190-A                   | 1937       |
| 46     | Tem Tempo                            | Roberto Martins/Waldemar Silva                                          | Aracy de Almeida | Boêmios da Cidade                                                        | Samba        | Victor 34190-B                   | 1937       |
| 47     | Opinião de Mulher                    | Benedito Lacerda/Herivelto Martins                                      | Aracy de Almeida | Boêmios da Cidade                                                        | Samba        | Victor 34204-A                   | 1937       |
| 48     | Tens Que Mudar de Proceder           | Benedito Lacerda/Kid Pepe                                               | Aracy de Almeida | Boêmios da Cidade                                                        | Samba        | Victor 34204-B                   | 1937       |
| 49     | Você Me Paga o Que Fez               | Antônio Nássara                                                         | Aracy de Almeida | Boêmios da Cidade                                                        | Samba        | Victor 34214-A                   | 1937       |
| 50     | Passe pra Dentro                     | Gadé/Walfrido Silva                                                     | Aracy de Almeida | Boêmios da Cidade                                                        | Choro        | Victor 34214-B                   | 1937       |
| 51     | Tenha Pena de Mim                    | Waldemiro José da Rocha “Babaú”/Ciro de Souza                           | Aracy de Almeida | Conjunto Regional RCA-Victor                                             | Samba        | Victor 34229-A                   | 1937       |
| 52     | Marido da Orgia                      | Ciro de Souza                                                           | Aracy de Almeida | Conjunto Regional RCA-Victor                                             | Samba        | Victor 34229-B                   | 1937       |
| 53     | Dono do Meu Afeto                    | Antônio Nássara/Eratóstenes Frazão                                      | Aracy de Almeida | Conjunto Regional RCA-Victor                                             | Marcha       | Victor 34242-A                   | 1937       |
| 54     | Nunca Pensei                         | Antônio Nássara/Rubens Soares                                           | Aracy de Almeida | Conjunto Regional RCA-Victor                                             | Samba        | Victor 34242-B                   | 1937       |
| 55     | O Que Tem Iaiá                       | Germano Augusto/Kid Pepe                                                | Aracy de Almeida | Conjunto Regional RCA-Victor                                             | Batucada     | Victor 34258-A                   | 1937       |
| 56     | A Inveja Matou Caim                  | Antônio Almeida/Kid Pepe                                                | Aracy de Almeida | Conjunto Regional RCA-Victor                                             | Batucada     | Victor 34258-B                   | 1937       |
| 57     | Morreu o Meu Primeiro Amor           | Haroldo Lobo/Milton de Oliveira                                         | Aracy de Almeida | Conjunto Regional RCA-Victor                                             | Samba        | Victor 34266-A                   | 1938       |
| 58     | Quebrei a Jura                       | Haroldo Lobo/Milton de Oliveira                                         | Aracy de Almeida | Conjunto Regional RCA-Victor                                             | Samba        | Victor 34266-B                   | 1938       |
| 59     | Vaca Amarela                         | Lamartine Babo/Carlos Neto                                              | Aracy de Almeida | Os Diabos do Céu                                                         | Marcha       | Victor 34286-A                   | 1938       |
| 60     | Esquina da Sorte                     | Lamartine Babo/ Hervé Cordovil                                          | Aracy de Almeida | Os Diabos do Céu                                                         | Marcha       | Victor 34286-B                   | 1938       |
| 61     | Veneza Americana                     | Nelson Ferreira/Ziul Matos                                              | Aracy de Almeida | Os Diabos do Céu                                                         | Frevo-Canção | Victor 34291-A                   | 1938       |
| 62     | Nada Faz Mal                         | Nelson Ferreira                                                         | Aracy de Almeida | Os Diabos do Céu                                                         | Frevo-Canção | Victor 34291-B                   | 1938       |
| 63     | Não Sei Se É                         | Assis Valente/Leandro Medeiros                                          | Aracy de Almeida | Conjunto Regional RCA-Victor                                             | Samba        | Victor 34295-A                   | 1938       |
| 64     | A Folia Já Chegou                    | Assis Valente                                                           | Aracy de Almeida | Conjunto Regional RCA-Victor                                             | Marcha       | Victor 34295-B                   | 1938       |
| 65     | Último Desejo                        | Noel Rosa                                                               | Aracy de Almeida | Boêmios da Cidade                                                        | Samba-Canção | Victor 34296-A                   | 1938       |
| 66     | Século do Progresso                  | Noel Rosa                                                               | Aracy de Almeida | Boêmios da Cidade                                                        | Samba        | Victor 34296-B                   | 1938       |
| 67     | Qual o Quê                           | Antônio Almeida                                                         | Aracy de Almeida | Os Diabos do Céu                                                         | Samba        | Victor 34309-A                   | 1938       |
| 68     | Se Alguém Sofreu                     | Jacob [Jacob Pick Bittencourt]                                          | Aracy de Almeida | Conjunto Regional RCA-Victor                                             | Samba        | Victor 34309-B                   | 1938       |
| 69     | Paft, Paft [Paft-Paft]               | Gadé                                                                    | Aracy de Almeida | Conjunto Regional RCA-Victor                                             | Samba        | Victor 34321-A                   | 1938       |
| 70     | Dizem por Aí                         | Waldemar de Abreu “Dunga”                                               | Aracy de Almeida | Conjunto Regional RCA-Victor                                             | Samba        | Victor 34321-B                   | 1938       |
| 71     | O Que Foi Que Eu Fiz                 | Ciro de Souza                                                           | Aracy de Almeida | Conjunto Regional RCA-Victor                                             | Samba        | Victor 34332-A                   | 1938       |
| 72     | Quem Mandou Coração                  | Roberto Martins/Jorge Faraj                                             | Aracy de Almeida | Conjunto Regional RCA-Victor                                             | Samba        | Victor 34332-B                   | 1938       |
| 73     | Meu Mulato                           | Ciro de Souza                                                           | Aracy de Almeida | Conjunto Regional RCA-Victor                                             | Samba        | Victor 34342-A                   | 1938       |
| 74     | Dê um Sorriso                        | José Maria de Abreu/Carlos Rego Barros de Souza                         | Aracy de Almeida | Conjunto Regional RCA-Victor                                             | Samba        | Victor 34342-B                   | 1938       |
| 75     | Só Falta Pancada                     | Roberto Cunha/Antônio Nássara                                           | Aracy de Almeida | Conjunto Regional RCA-Victor                                             | Samba        | Victor 34356-A                   | 1938       |
| 76     | Venceu o Amor                        | Jaime Florence/Manezinho Araújo                                         | Aracy de Almeida | Conjunto Regional RCA-Victor                                             | Marcha       | Victor 34356-B                   | 1938       |
| 77     | Vais Te Cansar                       | Francisco Malfitano/Eratóstenes Frazão                                  | Aracy de Almeida | Conjunto Regional RCA-Victor                                             | Samba        | Victor 34368-A                   | 1938       |
| 78     | Rapaz Folgado                        | Noel Rosa                                                               | Aracy de Almeida | Conjunto Regional RCA-Victor                                             | Samba        | Victor 34368-B                   | 1938       |
| 79     | Moreno Faceiro                       | Pedro Caetano                                                           | Aracy de Almeida | Conjunto Regional RCA-Victor                                             | Samba        | Victor 34379-A                   | 1938       |
| 80     | Quem Foi Que Jurou                   | Peterpan / Claudionor Cruz                                              | Aracy de Almeida | Conjunto Regional RCA-Victor                                             | Samba        | Victor 34379-B                   | 1938       |
| 81     | Orgia e Nada Mais                    | Haroldo Lobo / Alcebíades Barcelos “Bide”                               | Aracy de Almeida | Conjunto Regional RCA-Victor                                             | Samba        | Victor 34389-A                   | 1938       |
| 82     | Miau... Miau...                      | Haroldo Lobo / Milton de Oliveira                                       | Aracy de Almeida | Conjunto Regional RCA-Victor                                             | Marcha       | Victor 34389-B                   | 1938       |
| 83     | Caramuru                             | Antônio Nássara / Sá Roris                                              | Aracy de Almeida | Orquestra Victor Brasileira                                              | Marcha       | Victor 34402-A                   | 1939       |
| 84     | Eu Vim lhe Procurar                  | Paquito / Florêncio Santos / Nelson Trigueiro                           | Aracy de Almeida | Orquestra Victor Brasileira                                              | Samba        | Victor 34402-B                   | 1939       |
| 85     | Paz e Harmonia                       | Waldemar de Abreu “Dunga”/Dias da Cruz                                  | Aracy de Almeida | Conjunto Regional RCA-Victor                                             | Samba        | Victor 34416-A                   | 1939       |
| 86     | Goodbye, Amor                        | Roberto Martins/Oscar Lavado                                            | Aracy de Almeida | Conjunto Regional RCA-Victor                                             | Samba        | Victor 34416-B                   | 1939       |
| 87     | Mundo Mal Dividido                   | Nelson Teixeira/Francisco Modesto/Rubens Soares                         | Aracy de Almeida | Conjunto Regional RCA-Victor                                             | Samba        | Victor 34432-A                   | 1939       |
| 88     | Chorei Quando o Dia Clareou          | Nelson Teixeira/David Nasser                                            | Aracy de Almeida | Conjunto Regional RCA-Victor                                             | Samba        | Victor 34432-B                   | 1939       |
| 89     | Camisa Amarela                       | Ary Barroso                                                             | Aracy de Almeida | Conjunto Regional RCA-Victor                                             | Samba        | Victor 34445-A                   | 1939       |
| 90     | Meu Amor Foi-se Embora               | Germano Augusto/Francisco Modesto                                       | Aracy de Almeida | Conjunto Regional RCA-Victor                                             | Samba        | Victor 34445-B                   | 1938       |
| 91     | Pedro Viola                          | Laurindo deAlmeida                                                      | Aracy de Almeida | Regional                                                                 | Samba-Canção | Victor 34456-A                   | 1939       |
| 92     | Já Jurei                             | Rubens Soares/Antônio Nássara                                           | Aracy de Almeida | Regional                                                                 | Samba        | Victor 34456-B                   | 1939       |
| 93     | Eu Dei                               | Valdemiro Rocha “Babaú”                                                 | Aracy de Almeida | Regional                                                                 | Samba        | Victor 34469-A                   | 1939       |
| 94     | Assim Não Posso Viver                | Nelson Teixeira/Francisco Santos                                        | Aracy de Almeida | Regional                                                                 | Samba        | Victor 34469-B                   | 1939       |
| 95     | Juro... Juro...                      | Waldemar Silva/Paulo Pinheiro                                           | Aracy de Almeida |                                                                          | Samba        | Victor 34483-A                   | 1939       |
| 96     | Pão com Banana                       | Cicero Nunes/J. Portela                                                 | Aracy de Almeida |                                                                          | Samba-Choro  | Victor 34483-B                   | 1939       |
| 97     | Venha à América do Sul               | Jimmy McHugh/versão: Osvaldo Santiago                                   | Aracy de Almeida | Regional                                                                 | Rumba        | Victor 34503-A                   | 1939       |
| 98     | Fale Mal... Mas Fale de Mim          | Ataulfo Alves/Marino Pinto                                              | Aracy de Almeida | Regional                                                                 | Samba        | Victor 34503-B                   | 1939       |
| 99     | Prá Mim Meu Amor Mentiu              | Germano Augusto/Ari de Almeida                                          | Aracy de Almeida | Regional                                                                 | Samba        | Victor 34518-A                   | 1939       |
| 100    | Pra Que Tanto Orgulho                | Kid Pepe/João da Baiana                                                 | Aracy de Almeida | Regional                                                                 | Batucada     | Victor 34518-B                   | 1939       |
| 101    | O Passarinho do Relógio [Kuko]       | Haroldo Lobo/Milton de Oliveira                                         | Aracy de Almeida | Orquestra                                                                | Marcha       | Victor 34532-A                   | 1939       |
| 102    | Miserê                               | Haroldo Lobo/Milton de Oliveira                                         | Aracy de Almeida | Orquestra                                                                | Samba        | Victor 34532-B                   | 1939       |
| 103    | Papagaio                             | Sá Roris/J. Piedade                                                     | Aracy de Almeida | Orchestra                                                                | Marcha       | Victor 34539-A                   | 1940       |
| 104    | Todo Mundo Reclama                   | Nelson Teixeira/David Nasser                                            | Aracy de Almeida |                                                                          | Samba        | Victor 34539-B                   | 1940       |
| 105    | Mamãe Baiana                         | Joracy Camargo/Xerem                                                    | Aracy de Almeida | Regional                                                                 | Canção       | Victor 34586-A                   | 1940       |
| 106    | Minha Saudade                        | Laurindo deAlmeida                                                      | Aracy de Almeida | Regional                                                                 | Canção       | Victor 34586-B                   | 1940       |
| 107    | Positivamento Não                    | Ataulfo Alves/Marino Pinto                                              | Aracy de Almeida | Orchestra                                                                | Samba        | Victor 34605-A                   | 1940       |
| 108    | Continua                             | Ataulfo Alves/Marino Pinto                                              | Aracy de Almeida | Orchestra                                                                | Samba        | Victor 34605-B                   | 1940       |
| 109    | Oh! Dona Ignez                       | Wilson Batista/Marino Pinto                                             | Aracy de Almeida | Regional                                                                 | Samba        | Victor 34609-A                   | 1940       |
| 110    | Brigamos Outra Vez                   | Wilson Batista/Marino Pinto                                             | Aracy de Almeida | Regional                                                                 | Samba        | Victor 34609-B                   | 1940       |
| 111    | Menina Fricote                       | Marília Batista/Henrique Batista                                        | Aracy de Almeida | Regional                                                                 | Samba        | Victor 34647-A                   | 1940       |
| 112    | Bem Sei                              | Rubens Soares/Francisco Santos                                          | Aracy de Almeida | Regional                                                                 | Samba        | Victor 34647-B                   | 1940       |
| 113    | Com Razão ou Sem Razão               | Ari de Almeida/David NasserHeitor dos Prazeres                          | Aracy de Almeida | Regional                                                                 | Samba        | Victor 34658-A                   | 1940       |
| 114    | Saudosa Favela                       | Heitor dos Prazeres                                                     | Aracy de Almeida | Regional                                                                 | Samba        | Victor 34658-B                   | 1940       |
| 115    | Tudo Foi Surpresa                    | Peterpan/Valzinho                                                       | Aracy de Almeida | Regional                                                                 | Samba        | Victor 34675-A                   | 1940       |
| 116    | Mandei Você Embora                   | Juraci Araújo/Gomes Filho                                               | Aracy de Almeida | Regional                                                                 | Samba        | Victor 34675-B                   | 1940       |
| 117    | Passo do Canguru                     | Haroldo Lobo/Milton de Oliveira                                         | Aracy de Almeida | Orchestra                                                                | Marcha       | Victor 34692-A                   | 1940       |
| 118    | A Dança dos Índios                   | Haroldo Lobo/Milton de Oliveira                                         | Aracy de Almeida | Orchestra                                                                | Marcha       | Victor 34692-B                   | 1940       |
| 119    | Furação                              | Haroldo Lobo/Antônio Nássara                                            | Aracy de Almeida | Orchestra                                                                | Marcha       | Victor 34709-A                   | 1940       |
| 120    | Hoje Vou Almoçar com Você            | Haroldo Lobo/Cristóvão de Alencar                                       | Aracy de Almeida | Regional                                                                 | Samba        | Victor 34709-B                   | 1940       |
| 121    | Um Banquinho Para Dois               | Ciro de Souza                                                           | Aracy de Almeida | Regional                                                                 | Samba        | Victor 34750-A                   | 1941       |
| 122    | Mania de Grandeza                    | Ciro de Souza                                                           | Aracy de Almeida | Regional                                                                 | Samba        | Victor 34750-B                   | 1941       |
| 123    | Eu Não Sou Daqui                     | Ataulfo Alves/Wilson Batista                                            | Aracy de Almeida | Regional                                                                 | Samba        | Victor 34757-A                   | 1941       |
| 124    | Eu Vou Lá no Candomble               | Antonio Almeida                                                         | Aracy de Almeida | Regional                                                                 | Samba        | Victor 34757-B                   | 1941       |
| 125    | Ganha-Se Pouco Mas É Divertido       | Wilson Batista/Ciro de Souza                                            | Aracy de Almeida | Os Diabos do Céu                                                         | Choro        | Victor 34780-A                   | 1941       |
| 126    | Falta de Sorte                       | Geraldo Pereira/Marino Pinto                                            | Aracy de Almeida | Os Diabos do Céu                                                         | Samba        | Victor 34780-B                   | 1941       |
| 127    | Gênio Mau                            | Rubens Soares/Wilson Batista                                            | Aracy de Almeida | Os Diabos do Céu                                                         | Samba        | Victor 34787-A                   | 1941       |
| 128    | Sinto Muito, Amor                    | Waldemar de Abreu “Dunga”/Haroldo Lobo                                  | Aracy de Almeida | Os Diabos do Céu                                                         | Samba        | Victor 34787-B                   | 1941       |
| 129    | Telefone Depois das Dez              | Haroldo Lobo/Cristóvão de Alencar                                       | Aracy de Almeida | Regional                                                                 | Samba        | Victor 34829-A                   | 1941       |
| 130    | Não É Vantagem                       | Ary Barroso                                                             | Aracy de Almeida | Regional                                                                 | Samba        | Victor 34829-B                   | 1941       |
| 131    | A Mulher do Leiteiro                 | Haroldo Lobo/Milton de Oliveira                                         | Aracy de Almeida | Passos e sua Orquestra                                                   | Marcha       | Victor 34845-A                   | 1941       |
| 132    | Serenata dos Galos                   | Haroldo Lobo/Milton de Oliveira                                         | Aracy de Almeida | Passos e sua Orquestra                                                   | Marcha       | Victor 34845-B                   | 1941       |
| 133    | Eu Sou do Ritmo                      | José Gagliardi/de Louro                                                 | Aracy de Almeida | Passos e sua Orquestra                                                   | Marcha       | Victor 34864-A                   | 1942       |
| 134    | Anoiteceu                            | José Gagliardi/de Louro                                                 | Aracy de Almeida | Passos e sua Orquestra                                                   | Samba        | Victor 34864-B                   | 1942       |
| 135    | Tem Galinha no Bonde                 | Haroldo Lobo/Milton de Oliveira                                         | Aracy de Almeida | Passos e sua Orquestra                                                   | Marcha       | Victor 34867-A                   | 1942       |
| 136    | Oito em Pé                           | Haroldo Lobo/Milton de Oliveira                                         | Aracy de Almeida | Passos e sua Orquestra                                                   | Marcha       | Victor 34867-B                   | 1942       |
| 137    | Fez Bobagem                          | Assis Valente                                                           | Aracy de Almeida | Regional Luiz Americano                                                  | Samba        | Victor 34882-A                   | 1942       |
| 138    | Amanhã Eu Dou                        | Assis Valente                                                           | Aracy de Almeida | Regional Luiz Americano                                                  | Samba        | Victor 34882-B                   | 1942       |
| 139    | Vai Trabalhar                        | Ciro de Souza                                                           | Aracy de Almeida | Regional Luiz Americano                                                  | Samba        | Victor 34897-A                   | 1942       |
| 140    | Engomadinho                          | Pedro Caetano/Claudionor Cruz                                           | Aracy de Almeida | Regional Luiz Americano                                                  | Choro        | Victor 34897-B                   | 1942       |
| 141    | Ela Me Passou prá Trás               | J. Batista/Germano Augusto [composed by Wilson Batista]                 | Aracy de Almeida | Regional                                                                 | Samba        | Victor 34936-A                   | 1942       |
| 142    | Coberto de Ouro                      | Valdemar Gomes/Afonso Teixeira                                          | Aracy de Almeida | Regional                                                                 | Samba        | Victor 34936-B                   | 1942       |
| 143    | Mamãe, Lá Vem o Bonde                | Haroldo Lobo/Milton de Oliveira                                         | Aracy de Almeida | Orquestra Fon-Fon                                                        | Marcha       | Odeon 12.226-A                   | 1942       |
| 144    | Que Passo é Esse, Adolfo?            | Haroldo Lobo/Roberto Roberti                                            | Aracy de Almeida | Orquestra Fon-Fon                                                        | Marcha       | Odeon 12.226-B                   | 1942       |
| 145    | Samba da Gávea                       | Osvaldo Lobo/João Batista de Oliveira [composed by Wilson Batista]      | Aracy de Almeida | Conjunto Regional Odeon                                                  | Samba        | Odeon 12.240-A                   | 1942       |
| 146    | Coitadinha de Mim                    | Jorge Faraj/João Batista de Oliveira [composed by Wilson Batista]       | Aracy de Almeida | Conjunto Regional Odeon                                                  | Samba        | Odeon 12.240-B                   | 1942       |
| 147    | O Sorriso do Cobrador                | Haroldo Lobo/Milton de Oliveira                                         | Aracy de Almeida | Orquestra Fon-Fon                                                        | Marcha       | Odeon 12.245-A                   | 1943       |
| 148    | Hula-Hula                            | Haroldo Lobo/Milton de Oliveira                                         | Aracy de Almeida | Orquestra Fon-Fon                                                        | Marcha       | Odeon 12.245-B                   | 1943       |
| 149    | Viva o Leite!                        | Haroldo Lobo/Milton de Oliveira                                         | Aracy de Almeida | Orquestra Fon-Fon                                                        | Marcha       | Odeon 12.268-A                   | 1943       |
| 150    | Chegou o Caminhão da Carne           | Haroldo Lobo/Milton de Oliveira/J. Batista [composed by Wilson Batista] | Aracy de Almeida | Orquestra Fon-Fon                                                        | Marcha       | Odeon 12.268-B                   | 1943       |
| 151    | Maestro Caixa de Fósforo             | Germano Augusto/Gabriel Meira                                           | Aracy de Almeida | Conjunto Regional Odeon                                                  | Samba        | Odeon 12.289-A                   | 1943       |
| 152    | Cinquenta por Cento                  | Sílvio Caldas/Marino Pinto                                              | Aracy de Almeida | Conjunto Regional Odeon                                                  | Samba        | Odeon 12.289-B                   | 1943       |
| 153    | Nega Pelada, Me Deixa                | Roberto Roberti/Arlindo Marques Jr.                                     | Aracy de Almeida | Conjunto Regional Odeon                                                  | Samba        | Odeon 12.305-A                   | 1943       |
| 154    | Remorso                              | Waldemar de Abreu “Dunga”                                               | Aracy de Almeida | Conjunto Regional Odeon                                                  | Samba        | Odeon 12.305-B                   | 1943       |
| 155    | Não Convém                           | Valzinho/Jorge de Castro                                                | Aracy de Almeida | Conjunto Regional Odeon                                                  | Samba        | Odeon 12.300-A                   | 1943       |
| 156    | Muito Obrigado                       | Henrique de Almeida/Jorge de Castro                                     | Aracy de Almeida | Conjunto Regional Odeon                                                  | Samba        | Odeon 12.300-B                   | 1943       |
| 157    | O Juca do Pandeiro                   | Wilson Batista/Augusto Garcez                                           | Aracy de Almeida | Conjunto Regional Odeon                                                  | Samba        | Odeon 12.332-A                   | 1943       |
| 158    | Diagnóstico                          | Wilson Batista/Germano Augusto                                          | Aracy de Almeida | Conjunto Regional Odeon                                                  | Samba        | Odeon 12.332-B                   | 1943       |
| 159    | A Vida É uma Mentira                 | Caco Velho/Heitor de Barros                                             | Aracy de Almeida | Conjunto Abel Ferreira                                                   | Samba        | Odeon 12.360-A                   | 1943       |
| 160    | Ingrato Malaquias                    | Francisco Malfitano                                                     | Aracy de Almeida | Conjunto Abel Ferreira                                                   | Samba        | Odeon 12.360-B                   | 1943       |
| 161    | Quero um Samba                       | Wilson Batista/Valdemar Gomes                                           | Aracy de Almeida | Conjunto Regional Odeon                                                  | Samba        | Odeon 12.392-A                   | 1943       |
| 162    | Gosto Mais do Salgueiro              | Wilson Batista/Germano Augusto                                          | Aracy de Almeida | Conjunto Regional Odeon                                                  | Samba        | Odeon 12.392-B                   | 1943       |
| 163    | Quem Disse Que Eu Não Caso?          | Peterpan/Afonso Teixeira                                                | Aracy de Almeida | Regional do Benedito Lacerda                                             | Marcha       | Odeon 12.405-A                   | 1944       |
| 164    | Ninguém Ensaiou                      | Haroldo Lobo/Benedito Lacerda                                           | Aracy de Almeida | Regional do Benedito Lacerda                                             | Samba        | Odeon 12.405-B                   | 1944       |
| 165    | Tudo Passa                           | Newton Teixeira/Sá Roris                                                | Aracy de Almeida | Conjunto Abel Ferreira                                                   | Samba        | Odeon 12.437-A                   | 1944       |
| 166    | Onde É Que Vais Morar                | Kid Pepe/Téo Magalhães                                                  | Aracy de Almeida | Conjunto Abel Ferreira                                                   | Batucada     | Odeon 12.437-B                   | 1944       |
| 167    | Jacaré Te Abraça                     | Assis Valente                                                           | Aracy de Almeida | Regional do Benedito Lacerda                                             | Samba        | Odeon 12.443-A                   | 1944       |
| 168    | Cocktail de Quarenta e Quatro        | Haroldo Lobo/Wilson Batista                                             | Aracy de Almeida | Regional do Benedito Lacerda                                             | Samba        | Odeon 12.443-B                   | 1944       |
| 169    | Olha Ela Aí, Valdemar                | Gil Lima/Ary Cordovil                                                   | Aracy de Almeida | Conjunto Regional Odeon                                                  | Samba        | Odeon 12.456-A                   | 1944       |
| 170    | Não Tenho Juizo                      | Haroldo Lobo/Wilson Batista                                             | Aracy de Almeida | Conjunto Regional Odeon                                                  | Samba        | Odeon 12.456-B                   | 1944       |
| 171    | O Galo Onde Canta, Janta             | Roberto Cunha/Isidoro de Freitas                                        | Aracy de Almeida | Conjunto Luiz Americano                                                  | Samba        | Odeon 12.485-A                   | 1944       |
| 172    | Na Parede da Igrejinha               | Ary Barroso                                                             | Aracy de Almeida | Conjunto Luiz Americano                                                  | Samba        | Odeon 12.485-B                   | 1944       |
| 173    | Mundo às Avessas                     | Haroldo Lobo/Wilson Batista                                             | Aracy de Almeida | Regional do Benedito Lacerda                                             | Marcha       | Odeon 12.528-A                   | 1944       |
| 174    | Sambei 24 Horas                      | Haroldo Lobo/Wilson Batista                                             | Aracy de Almeida | Regional do Benedito Lacerda                                             | Samba        | Odeon 12.528-B                   | 1944       |
| 175    | Tem Cabrito na Horta                 | Benedito Lacerda/Haroldo Lobo                                           | Aracy de Almeida | Regional do Benedito Lacerda                                             | Marcha       | Odeon 12.532-A                   | 1945       |
| 176    | Sabotagem no Morro                   | Haroldo Lobo/Wilson Batista                                             | Aracy de Almeida | Conjunto Claudionor Cruz                                                 | Samba        | Odeon 12.532-B                   | 1945       |
| 177    | Tudo Acabado                         | Heitor dos Prazeres                                                     | Aracy de Almeida | Conjunto Claudionor Cruz                                                 | Samba        | Odeon 12.547-A                   | 1945       |
| 178    | Por Causa de uma Mulher              | Carvalhinho/Romeu Gentil                                                | Aracy de Almeida | Conjunto Claudionor Cruz                                                 | Batucada     | Odeon 12.547-B                   | 1945       |
| 179    | Ele Disse Adeus                      | Marino Pinto/Claudionor Cruz                                            | Aracy de Almeida | Conjunto Luiz Americano                                                  | Samba        | Odeon 12.575-A                   | 1945       |
| 180    | João Cegonha                         | Rubens Soares/David Nasser                                              | Aracy de Almeida | Conjunto Luiz Americano                                                  | Samba        | Odeon 12.575-B                   | 1945       |
| 181    | Parabéns Para Você                   | Wilson Batista/Roberto Martins                                          | Aracy de Almeida | Conjunto Claudionor Cruz                                                 | Samba        | Odeon 12.602-A                   | 1945       |
| 182    | Ele Não Sabe Dançar                  | Alcebíades Nogueira/Cristóvão de Alencar                                | Aracy de Almeida | Conjunto Claudionor Cruz                                                 | Samba        | Odeon 12.602-B                   | 1945       |
| 183    | Entra, Não Demora...                 | Aloisio Silva Araújo                                                    | Aracy de Almeida | Conjunto Rogério Guimarães                                               | Marcha       | Odeon 12.622-A                   | 1945       |
| 184    | Flauta, Cavaquinho e Violão          | Custódio Mesquita/Orestes Barbosa                                       | Aracy de Almeida | Conjunto Rogério Guimarães                                               | Samba-Choro  | Odeon 12.622-B                   | 1945       |
| 185    | A Minha Vida                         | Amado Regis                                                             | Aracy de Almeida | Conjunto Rogério Guimarães                                               | Samba        | Odeon 12.633-A                   | 1945       |
| 186    | As Águas Rolaram                     | Alcebíades Nogueira/Cristóvão de Alencar                                | Aracy de Almeida | Conjunto Rogério Guimarães                                               | Samba        | Odeon 12.633-B                   | 1945       |
| 187    | Não Sou Manoel                       | Roberto Martins/Wilson Batista                                          | Aracy de Almeida | Rogério Guimarães, Abel Ferreira, Raul de Barros & Solon                 | Marcha       | Odeon 12.637-A                   | 1945       |
| 188    | O Alberto Bronquiou                  | Haroldo Lobo/Wilson Batista                                             | Aracy de Almeida | Rogério Guimarães, Abel Ferreira, Raul de Barros & Solon                 | Samba        | Odeon 12.637-B                   | 1945       |
| 189    | Harakiri                             | Haroldo Lobo/Milton de Oliveira                                         | Aracy de Almeida | Conjunto Abel Ferreira                                                   | Marcha       | Odeon 12.648-A                   | 1945       |
| 190    | Em um Café do Estácio                | Haroldo Lobo/Milton de Oliveira                                         | Aracy de Almeida | Conjunto Abel Ferreira                                                   | Samba        | Odeon 12.648-B                   | 1945       |
| 191    | Entra Vasco                          | Arnaldo Paes/Ari Monteiro                                               | Aracy de Almeida | Conjunto Claudionor Cruz                                                 | Marcha       | Odeon 12.659-A                   | 1946       |
| 192    | Sou Eu Que Dou as Ordens             | Heitor dos Prazeres                                                     | Aracy de Almeida | Conjunto Claudionor Cruz                                                 | Samba        | Odeon 12.659-B                   | 1946       |
| 193    | Quando o Rei Momo Me Chamar          | Newton Teixeira/Cristóvão de Alencar                                    | Aracy de Almeida | Conjunto Claudionor Cruz                                                 | Samba        | Odeon 12.668-A                   | 1946       |
| 194    | Bate o Sino, Juvenal                 | Haroldo Lobo/Grande Otelo                                               | Aracy de Almeida | Conjunto Claudionor Cruz                                                 | Samba        | Odeon 12.668-B                   | 1946       |
| 195    | Franqueza                            | Newton Teixeira/Valdemar Gomes                                          | Aracy de Almeida | Lauro Araújo e seu Ritmo                                                 | Samba        | Odeon 12.686-A                   | 1946       |
| 196    | Saia do Caminho                      | Custódio Mesquita/Evaldo Ruy                                            | Aracy de Almeida | Lauro Araújo e seu Ritmo                                                 | Samba        | Odeon 12.686-B                   | 1946       |
| 197    | Memórias de Torcedor                 | Wilson Batista/Geraldo Gomes                                            | Aracy de Almeida | Conjunto Rogério Guimarães                                               | Samba        | Odeon 12.694-A                   | 1946       |
| 198    | Pretensão É Vaidade                  | Carvalhinho/Humberto de Carvalho/Afonso Teixeira                        | Aracy de Almeida | Conjunto Rogério Guimarães                                               | Samba        | Odeon 12.694-B                   | 1946       |
| 199    | As Três da Manhã                     | Herivelto Martins                                                       | Aracy de Almeida | Conjunto Abel Ferreira                                                   | Samba        | Odeon 12.700-A                   | 1946       |
| 200    | Nunca Vi Dançar Assim                | Ari Monteiro                                                            | Aracy de Almeida | Conjunto Abel Ferreira                                                   | Samba        | Odeon 12.700-B                   | 1946       |
| 201    | Trabalha, Mulher                     | Herivelto Martins/Benedito Lacerda                                      | Aracy de Almeida | Regional do Benedito Lacerda                                             | Samba        | Odeon 12.742-A                   | 1947       |
| 202    | Louco, Ela É o Seu Mundo             | Henrique de Almeida/Wilson Batista                                      | Aracy de Almeida | Regional do Benedito Lacerda                                             | Samba        | Odeon 12.742-B                   | 1947       |
| 203    | É Pão ou Não É?                      | Ary Barroso                                                             | Aracy de Almeida | Raul de Barros (trombone) e seu Conjunto                                 | Marcha       | Odeon 12.755-A                   | 1947       |
| 204    | Deixa o Mundo Falar                  | Ary Barroso                                                             | Aracy de Almeida | Conjunto Regional Odeon                                                  | Samba        | Odeon 12.755-B                   | 1947       |
| 205    | Câmbio Negro                         | Miguel Lima/Gil Lima                                                    | Aracy de Almeida | Conjunto Regional Odeon                                                  | Marcha       | Odeon 12.759-A                   | 1947       |
| 206    | Levaram o Claudionor no Tintureiro   | Haroldo Lobo/Jorge de Castro                                            | Aracy de Almeida | Conjunto Regional Odeon                                                  | Samba        | Odeon 12.759-B                   | 1947       |
| 207    | Cidade do Interior                   | Marino Pinto/Mário Rossi                                                | Aracy de Almeida | Conjunto Geraldo Medeiros                                                | Samba        | Odeon 12.767-A                   | 1947       |
| 208    | Mulato Calado                        | Marina Batista/Benjamin Batista [composed by Wilson Batista]            | Aracy de Almeida | Conjunto Geraldo Medeiros                                                | Samba        | Odeon 12.767-B                   | 1947       |
| 209    | Santa Terezinha                      | Roberto Martins/Ari Monteiro                                            | Aracy de Almeida | Conjunto Geraldo Medeiros                                                | Marcha       | Odeon 12.780-A                   | 1947       |
| 210    | Carta Esquecida                      | Mario Amorim                                                            | Aracy de Almeida | Conjunto Geraldo Medeiros                                                | Samba        | Odeon 12.780-B                   | 1947       |
| 211    | Escandalosa                          | Moacir Silva/Djalma Esteves                                             | Aracy de Almeida | Trio Madrigal & Vocalistas Tropicais                                     | Rumba        | Odeon 12.793-A                   | 1947       |
| 212    | Quem Foi?                            | Nestor de Holanda/Jorge Tavares                                         | Aracy de Almeida | Vocalistas Tropicais                                                     | Samba-Canção | Odeon 12.793-B                   | 1947       |
| 213    | Pela Décima Vez                      | Noel Rosa                                                               | Aracy de Almeida | Conjunto Geraldo Medeiros                                                | Samba        | Odeon 12.804-A                   | 1947       |
| 214    | Resignação                           | Peterpan/Afonso Teixeira                                                | Aracy de Almeida | Conjunto Geraldo Medeiros                                                | Samba        | Odeon 12.804-B                   | 1947       |
| 215    | Na Sombra do Boi                     | Haroldo Lobo/David Nasser                                               | Aracy de Almeida | Regional do Benedito Lacerda                                             | Marcha       | Odeon 12.826-A                   | 1948       |
| 216    | Não Me Diga Adeus                    | Luiz Soberano/J. G. da Silva/                                           | Aracy de Almeida | Regional do Benedito Lacerda                                             | Samba        | Odeon 12.826-B                   | 1948       |
| 217    | Comprei um Buda                      | Haroldo Lobo/Benedito Lacerda                                           | Aracy de Almeida | Regional do Benedito Lacerda                                             | Marcha       | Odeon 12.835-A                   | 1948       |
| 218    | Bairros de Pequim                    | Haroldo Lobo/David Nasser                                               | Aracy de Almeida | Regional do Benedito Lacerda                                             | Marcha       | Odeon 12.835-B                   | 1948       |
| 219    | Um Lar e Você...                     | Evaldo Ruy/Lúcio Alves                                                  | Aracy de Almeida | Orquestra Odeon                                                          | Fox-Canção   | Odeon 12.847-A                   | 1948       |
| 220    | Distância                            | Fernando Lobo                                                           | Aracy de Almeida | Orquestra Odeon                                                          | Samba-Canção | Odeon 12.847-B                   | 1948       |
| 221    | A Sanfona do Mané                    | Haroldo Lobo/Milton de Oliveira                                         | Aracy de Almeida | Orquestra Odeon                                                          | Marcha       | Odeon 12.850-A                   | 1948       |
| 222    | Casório da Maria                     | Haroldo Lobo/David Nasser                                               | Aracy de Almeida | Orquestra Odeon                                                          | Vira         | Odeon 12.850-B                   | 1948       |
| 223    | Quando Foi, Porque Foi               | Fernando Lobo                                                           | Aracy de Almeida | Conjunto Geraldo Medeiros                                                | Samba-Canção | Odeon 12.867-A                   | 1948       |
| 224    | Mal Agradecida                       | Wilson Batista/Buci Moreira                                             | Aracy de Almeida | Conjunto Geraldo Medeiros                                                | Samba        | Odeon 12.867-B                   | 1948       |
| 225    | Nasci Para Bailar, Nasci Para Sambar | Joel de Almeida/Tasiro/Fernando Lobo                                    | Aracy de Almeida | Fats Elpídio e seu Ritmo                                                 | Samba        | Odeon 12.876-A                   | 1948       |
| 226    | Quando Esse Nêgo Chega               | Haroldo Barbosa                                                         | Aracy de Almeida | Fats Elpídio e seu Ritmo                                                 | Samba        | Odeon 12.876-B                   | 1948       |
| 227    | Na Beira da Praia                    | Luiz Soberano/Felisberto Martins                                        | Aracy de Almeida | Raul de Barros (trombone) e seu Conjunto                                 | Samba        | Odeon 12.889-A                   | 1948       |
| 228    | Cala a Boca                          | Haroldo Lobo/Milton de Oliveira                                         | Aracy de Almeida | Raul de Barros (trombone) e seu Conjunto                                 | Samba        | Odeon 12.889-B                   | 1948       |
| 229    | O Passo da Girafa                    | Haroldo Lobo/Milton de Oliveira                                         | Aracy de Almeida | Guari e sua Orquestra                                                    | Marcha       | Odeon 12.901-A                   | 1949       |
| 230    | O Circo Vem Aí                       | Haroldo Lobo/Milton de Oliveira/Carvalhinho                             | Aracy de Almeida | Guari e sua Orquestra                                                    | Marcha       | Odeon 12.901-B                   | 1949       |
| 231    | Balada (partido                      | Evaldo Ruy/Haroldo Lobo/Fernando Lobo                                   | Aracy de Almeida | Conjunto Odeon                                                           | Lto          | Odeon 12.904-A                   | 1949       |
| 232    | Francamente, Claudionor              | Evaldo Ruy/Haroldo Lobo/Fernando Lobo                                   | Aracy de Almeida | Conjunto Odeon                                                           | Samba        | Odeon 12.904-B                   | 1949       |
| 233    | Até o Amargo Fim                     | Newton Teixeira/David Nasser                                            | Aracy de Almeida | Guari, Garoto & Ritmo Odeon                                              | Samba-Canção | Odeon 12.930-A                   | 1949       |
| 234    | Estranho                             | Newton Teixeira/David Nasser                                            | Aracy de Almeida | Guari, Garoto & Ritmo Odeon                                              | Samba-Canção | Odeon 12.930-B                   | 1949       |
| 235    | Passa Mañana                         | Denis Brean/Blota Jr.                                                   | Aracy de Almeida | Fats Elpídio e seus Muchachos                                            | Guaracha     | Odeon 12.937-A                   | 1949       |
| 236    | Desde Ontem                          | Fernando Lobo                                                           | Aracy de Almeida | Fats Elpídio e seus Muchachos                                            | Bolero       | Odeon 12.937-B                   | 1949       |
| 237    | Chutaram o Pinto                     | Haroldo Lobo/David Nasser                                               | Aracy de Almeida | Fats Elpídio e seus Muchachos                                            | Marcha       | Odeon 12.953-A                   | 1949       |
| 238    | João Ninguém                         | Noel Rosa                                                               | Aracy de Almeida | Fats Elpídio e seus Muchachos                                            | Samba        | Odeon 12.953-B                   | 1949       |
| 239    | Chorou Madureira [Paulo da Portela]  | Haroldo Lobo/Milton de Oliveira                                         | Aracy de Almeida | Raul de Barros (trombone) e seu Conjunto                                 | Samba        | Odeon 12.971-A                   | 1950       |
| 240    | Minha Intenção                       | Haroldo Lobo/Milton de Oliveira                                         | Aracy de Almeida | Raul de Barros (trombone) e seu Conjunto                                 | Samba        | Odeon 12.971-B                   | 1950       |
| 241    | Hoje Vale Tudo                       | Haroldo Lobo/David Nasser                                               | Aracy de Almeida | Orchestra                                                                | Marcha       | Odeon 12.983-A                   | 1950       |
| 242    | Lanterna de Aladim                   | Haroldo Lobo/David Nasser                                               | Aracy de Almeida | Orchestra                                                                | Marcha       | Odeon 12.983-B                   | 1950       |
| 243    | Falta do Que Fazer                   | Peterpan/Ari Monteiro                                                   | Aracy de Almeida | Conjunto Continental                                                     | Samba        | Continental 16.262-A             | 1950       |
| 244    | Toca a Rumba                         | Peterpan/Ari Monteiro                                                   | Aracy de Almeida | Conjunto Continental                                                     | Rumba        | Continental 16.262-B             | 1950       |
| 245    | Palpite Infeliz                      | Noel Rosa                                                               | Aracy de Almeida | Quarteto Continental                                                     | Samba        | Continental 16.317-A             | 1950       |
| 246    | Conversa de Botequim                 | Noel Rosa/Osvaldo Gogliano “Vadico”                                     | Aracy de Almeida | Quarteto Continental                                                     | Samba        | Continental 16.317-B             | 1950       |
| 247    | Feitiço da Vila                      | Noel Rosa/Osvaldo Gogliano “Vadico”                                     | Aracy de Almeida | Francisco Sergio e sua Orquestra                                         | Samba        | Continental 16.318-A             | 1950       |
| 248    | Último Desejo                        | Noel Rosa                                                               | Aracy de Almeida | Francisco Sérgio e sua Orquestra                                         | Samba        | Continental 16.318-B             | 1950       |
| 249    | Não Tem Tradução                     | Noel Rosa                                                               | Aracy de Almeida | Vero [Radamés Gnattali] e sua Orquestra                                  | Samba        | Continental 16.319-A             | 1950       |
| 250    | O “X” do Problema                    | Noel Rosa                                                               | Aracy de Almeida | Vero [Radamés Gnattali] e sua Orquestra                                  | Samba        | Continental 16.319-B             | 1950       |
| 251    | A Dor do Amor                        | João de Barro                                                           | Aracy de Almeida | Trio Madrigal, Trio Melodia & Orchestra                                  | Samba        | Continental 16.345-A             | 1951       |
| 252    | Tem Pena de Mim                      | Hervé Cordovil                                                          | Aracy de Almeida | Trio Madrigal, Trio Melodia & Orchestra                                  | Samba        | Continental 16.345-B             | 1951       |
| 253    | Não Direi a Ninguém                  | Polera/David Nasser                                                     | Aracy de Almeida | Quinteto Continental                                                     | Samba        | Continental 16.357-A             | 1951       |
| 254    | Basta Dizer Que Sim                  | Fernando Lobo/Paulo Soledade                                            | Aracy de Almeida | Quinteto Continental                                                     | Bolero       | Continental 16.357-B             | 1951       |
| 255    | O “X” do Problema                    | Noel Rosa                                                               | Aracy de Almeida | Orchestra                                                                | Samba        | Programa "No Tempo de Noel Rosa" | 1951       |
| 256    | No Baile da Flor de Lis              | Noel Rosa                                                               | Aracy de Almeida | Orchestra                                                                | Samba        | Programa "No Tempo de Noel Rosa" | 1951       |
| 257    | Quando o Samba Acabou                | Noel Rosa                                                               | Aracy de Almeida | Orchestra                                                                | Samba        | Programa "No Tempo de Noel Rosa" | 1951       |
| 258    | Meu Barracão                         | Noel Rosa                                                               | Aracy de Almeida | Orchestra                                                                | Samba        | Programa "No Tempo de Noel Rosa" | 1951       |
| 259    | Voltaste                             | Noel Rosa                                                               | Aracy de Almeida | Orchestra                                                                | Samba        | Programa "No Tempo de Noel Rosa" | 1951       |
| 260    | Rua do Sol                           | Hervé Cordovil/Manezinho Araújo                                         | Aracy de Almeida | Trio Melodia & Conjunto Waldir Azevedo                                   | Baião        | Continental 16.377-A             | 1951       |
| 261    | Baião Sacudido                       | Humberto Teixeira/Luiz Bandeira                                         | Aracy de Almeida | Trio Melodia & Conjunto Waldir Azevedo                                   | Baião        | Continental 16.377-B             | 1951       |
| 262    | João Ninguém                         | Noel Rosa                                                               | Aracy de Almeida | Orchestra                                                                | Samba        | Programa "No Tempo de Noel Rosa" | 1951       |
| 263    | Feitio de Oração                     | Noel Rosa/Osvaldo Gogliano “Vadico”                                     | Aracy de Almeida | Orchestra                                                                | Samba        | Programa "No Tempo de Noel Rosa" | 1951       |
| 264    | Mais um Samba Popular                | Noel Rosa/Osvaldo Gogliano “Vadico”                                     | Aracy de Almeida | Orchestra                                                                | Samba        | Programa "No Tempo de Noel Rosa" | 1951       |
| 265    | Vitória                              | Noel Rosa/Romualdo Peixoto “Nonô”                                       | Aracy de Almeida | Orchestra                                                                | Samba        | Programa "No Tempo de Noel Rosa" | 1951       |
| 266    | Prá Que Mentir                       | Noel Rosa/Osvaldo Gogliano “Vadico”                                     | Aracy de Almeida | Vero [Radamés Gnattali] e sua Orquestra                                  | Samba        | Continental 16.391-A             | 1951       |
| 267    | Silêncio de um Minuto                | Noel Rosa                                                               | Aracy de Almeida | Vero [Radamés Gnattali] e sua Orquestra                                  | Samba        | Continental 16.391-B             | 1951       |
| 268    | Feitio de Oração                     | Noel Rosa/Osvaldo Gogliano “Vadico”                                     | Aracy de Almeida | Vero [Radamés Gnattali] e sua Orquestra                                  | Samba        | Continental 16.392-A             | 1951       |
| 269    | Três Apitos                          | Noel Rosa/Osvaldo Gogliano “Vadico”                                     | Aracy de Almeida | Vero [Radamés Gnattali] e sua Orquestra                                  | Samba        | Continental 16.392-B             | 1951       |
| 270    | Com Que Roupa                        | Noel Rosa                                                               | Aracy de Almeida | Trio Madrigal, Trio Melodia, and Vero [Radamés Gnattali] e sua Orquestra | Samba        | Continental 16.393-A             | 1951       |
| 271    | O Orvalho Vem Caindo                 | Noel Rosa/Kid Pepe                                                      | Aracy de Almeida | Trio Madrigal, Trio Melodia, and Vero [Radamés Gnattali] e sua Orquestra | Samba        | Continental 16.393-B             | 1951       |
| 272    | Você É um Colosso                    | Noel Rosa                                                               | Aracy de Almeida | Orchestra                                                                | Samba        | Programa "No Tempo de Noel Rosa" | 1951       |
| 273    | Cansei de Pedir                      | Noel Rosa                                                               | Aracy de Almeida | Orchestra                                                                | Samba        | Programa "No Tempo de Noel Rosa" | 1951       |
| 274    | Riso de Criança                      | Noel Rosa                                                               | Aracy de Almeida | Orchestra                                                                | Samba        | Programa "No Tempo de Noel Rosa" | 1951       |
| 275    | Não se Aprende na Escola             | Haroldo Barbosa                                                         | Aracy de Almeida | Vero [Radamés Gnattali] e seu Conjunto                                   | Samba        | Continental 16.411-A             | 1951       |
| 276    | Baião das Alagoas                    | Humberto Teixeira                                                       | Aracy de Almeida | Vero [Radamés Gnattali] e seu Conjunto                                   | Baião        | Continental 16.411-B             | 1951       |
| 277    | Chegou Vila Isabel                   | Fernando Lobo/Manezinho Araújo                                          | Aracy de Almeida | Conjunto Abel Ferreira                                                   | Samba        | Continental 16.501-A             | 1952       |
| 278    | Querer Bem                           | Antônio Maria/Fernando Lobo                                             | Aracy de Almeida | Conjunto Abel Ferreira                                                   | Samba        | Continental 16.501-B             | 1952       |
| 279    | João Ninguém                         | Noel Rosa                                                               | Aracy de Almeida | Fats Elpídio e seus Muchachos                                            | Samba        | Odeon 13.206-A                   | 1952       |
| 280    | Quem Telefona                        | J. Piedade/W. Goulart                                                   | Aracy de Almeida | Vero [Radamés Gnattali] & seu Conjunto                                   | Samba        | Continental 16.538-A             | 1952       |
| 281    | Já Vai                               | Evaldo Ruy/Duba                                                         | Aracy de Almeida | Vero [Radamés Gnattali] & seu Conjunto                                   | Samba        | Continental 16.538-B             | 1952       |
| 282    | As Lágrimas Podem Secar              | Ted                                                                     | Aracy de Almeida | Bittencourt & seu Conjunto                                               | Samba        | Continental 16.638-A             | 1952       |
| 283    | Boite                                | Francisco Alves/René Bittencourt                                        | Aracy de Almeida | Bittencourt & seu Conjunto                                               | Samba-Canção | Continental 16.638-B             | 1952       |
| 284    | Devagar                              | José Goncalves/Jarbas Reis                                              | Aracy de Almeida | Conjunto Continental                                                     | Samba        | Continental 16.667-A             | 1953       |
| 285    | Estou Ficando Doida                  | Romeu Gentil/Paquito                                                    | Aracy de Almeida | Conjunto Continental                                                     | Marcha       | Continental 16.667-B             | 1953       |
| 286    | Saudade, Resto de Amor               | Norival Reis/Adelino Moreira                                            | Aracy de Almeida | Conjunto Continental                                                     | Samba        | Continental 16.695-A             | 1953       |
| 287    | Por Que É Que Você Chora?            | Ary Cordovil/Buci Moreira                                               | Aracy de Almeida | Conjunto Continental                                                     | Samba        | Continental 16.695-B             | 1953       |
| 288    | Se Eu Morresse Amanhã                | Antônio Maria                                                           | Aracy de Almeida | Vero [Radamés Gnattali] & seu Conjunto                                   | Samba        | Continental 16.731-A             | 1953       |
| 289    | Perdida                              | Paulo Soledade/Marino Pinto                                             | Aracy de Almeida | Vero [Radamés Gnattali] & seu Conjunto                                   | Samba        | Continental 16.731-B             | 1953       |
| 290    | Pezinho pra Cá, Pezinho pra Lá       | João de Barro                                                           | Aracy de Almeida | Trio Madrigal & Trio Melodia                                             | Corta-Jaca   | Continental 16.774-A             | 1953       |
| 291    | Chegou o Guloso                      | Norival Reis/Rutinaldo                                                  | Aracy de Almeida | Trio Madrigal & Trio Melodia                                             | Baião        | Continental 16.774-B             | 1953       |
| 292    | Então Mudou                          | Ary Cordovil/Fernando Lobo                                              | Aracy de Almeida | Bittencourt & seu Conjunto                                               | Samba        | Continental 16.795-A             | 1953       |
| 293    | Não Vá Embora                        | Antônio Maria                                                           | Aracy de Almeida | Bittencourt & seu Conjunto                                               | Samba        | Continental 16.795-B             | 1953       |
| 294    | Quando Tu Passas por Mim             | Vinicius de Moraes/Antônio Maria                                        | Aracy de Almeida | Conjunto Abel Ferreira                                                   | Samba        | Continental 16.820-A             | 1953       |
| 295    | Recado                               | Denis Brean/Rogaciano Leite                                             | Aracy de Almeida | Conjunto Abel Ferreira                                                   | Samba        | Continental 16.820-B             | 1953       |
| 296    | Eu Fiz Você Sofrer                   | Mário Blanco/Ary Cordovil/                                              | Aracy de Almeida | Conjunto Continental                                                     | Samba        | Continental 16.889-A             | 1954       |
| 297    | Eu Vou Chorar                        | Julio Nagib/Hélio Sindô                                                 | Aracy de Almeida | Conjunto Abel Ferreira                                                   | Samba        | Continental 16.889-B             | 1954       |
| 298    | Que Será de Mim?                     | Haroldo Lobo/Milton de Oliveira                                         | Aracy de Almeida | Conjunto Continental                                                     | Samba        | Continental 16.890-A             | 1954       |
| 299    | Não Acredito Mais                    | Hervé Cordovil/Polera                                                   | Aracy de Almeida | Conjunto Abel Ferreira                                                   | Samba        | Continental 16.890-B             | 1954       |
| 300    | A Tua Vida É um Segredo              | Lamartine Babo                                                          | Aracy de Almeida | Severino Araújo e sua Orquestra Tabajara                                 | Samba        | Continental 16.934-A             | 1954       |
| 301    | Dobrado de Amor a São Paulo          | Vinicius de Moraes/Antônio Maria                                        | Aracy de Almeida | Severino Araújo e sua Orquestra Tabajara                                 | Dobrado      | Continental 16.934-B             | 1954       |
| 302    | Quem Vem prà Beira do Mar            | Dorival Caymmi                                                          | Aracy de Almeida | Poly & seu Conjunto                                                      | Toada        | Continental 16.982-A             | 1954       |
| 303    | Telefone Mudo                        | Mariza Pinto Coelho                                                     | Aracy de Almeida | Poly & seu Conjunto                                                      | Samba-Canção | Continental 16.982-B             | 1954       |
| 304    | Isto É Papel, João?                  | David Raw/Carlos Galindo                                                | Aracy de Almeida | Conjunto Abel Ferreira                                                   | Marcha       | Continental 17.048-A             | 1955       |
| 305    | Vou-me Embora                        | Bené Nunes/B. Silveira                                                  | Aracy de Almeida | Conjunto Abel Ferreira                                                   | Samba        | Continental 17.048-B             | 1955       |
| 306    | Cafuné                               | Denis Brean/Gilberto Milfont                                            | Aracy de Almeida | Orchestra                                                                | Samba-Toada  | Continental 17.200-A             | 1955       |
| 307    | Conselho Inútil                      | Miguel Gustavo                                                          | Aracy de Almeida | Orchestra                                                                | Samba        | Continental 17.200-B             | 1955       |
| 308    | Zé Povinho                           | Victor Simon/Dias da Cruz                                               | Aracy de Almeida | Orchestra                                                                | Samba        | Continental 17.220-A             | 1955       |
| 309    | Já Fui Areia & Orchestra             | Victor Simon/David Raw                                                  | Aracy de Almeida |                                                                          | Samba        | Continental 17.220-B             | 1955       |
| 310    | Ingratidão                           | Mário Vieira                                                            | Aracy de Almeida | Tonico & Tinoco                                                          | Cateretê     | Continental 17.251-A             | 1955       |
| 311    | Tô Chegando Agora                    | Mário Vieira/Juraci Rago                                                | Aracy de Almeida | Tonico & Tinoco                                                          | Cateretê     | Continental 17.251-B             | 1955       |
| 312    | Mais Vale um Gosto                   | Mirabeau/Don Madrid/Urgel de Castro                                     | Aracy de Almeida | Antonio Sergi e sua Orquestra                                            | Marcha       | Continental 17.386-A             | 1957       |
| 313    | Oh! Senhor                           | Mirabeau/Don Madrid                                                     | Aracy de Almeida | Antonio Sergi e sua Orquestra                                            | Samba        | Continental 17.386-B             | 1957       |
| 314    | Conversa de Samba                    | Denis Brean/Osvaldo Guilherme                                           | Aracy de Almeida | Conjunto                                                                 | Samba        | Continental 17.437-A             | 1957       |
| 315    | Bom Dia, Tristeza                    | Vinicius de Moraes/Adoniran Barbosa                                     | Aracy de Almeida | Conjunto                                                                 | Samba        | Continental 17.437-B             | 1957       |
| 316    | Teleco-Teco                          | Murilo Caldas/Marino Pinto                                              | Aracy de Almeida | Turma da Vila                                                            | Samba        | Polydor 260-A                    | 1958       |
| 317    | Minha Cabrocha                       | Lamartine Babo                                                          | Aracy de Almeida | Turma da Vila                                                            | Samba        | Polydor 260-B                    | 1958       |
| 318    | Eu Vou prá Vila                      | Noel Rosa                                                               | Aracy de Almeida | Turma da Vila                                                            | Samba        | Polydor 269-A                    | 1958       |
| 319    | Tristezas Não Pagam Dívidas          | Ismael Silva                                                            | Aracy de Almeida | Carlos José & Turma da Vila                                              | Samba        | Polydor 269-B                    | 1958       |
| 320    | Vitória                              | Noel Rosa/Romualdo Peixoto “Nonô”                                       | Aracy de Almeida | Turma da Vila                                                            | Samba        | Polydor 272-A                    | 1958       |
| 321    | Adeus                                | Noel Rosa/Ismael Silva                                                  | Aracy de Almeida | Turma da Vila                                                            | Samba        | Polydor 272-B                    | 1958       |
| 322    | Vai Ver Que É                        | Carvalhinho                                                             | Aracy de Almeida | racy de Almeida w/ Orchestra & Chorus                                    | Marcha       | Polydor 287-A                    | 1958       |
| 323    | A Mulata É Que É Mulher              | Miguel Gustavo/Otolindo Lopes                                           | Aracy de Almeida | racy de Almeida w/ Orchestra & Chorus                                    | Marcha       | Polydor 287-B                    | 1958       |
| 324    | No Morro da Casa Verde               | Adoniran Barbosa                                                        | Aracy de Almeida | Conjunto                                                                 | Samba        | Polydor 307-A                    | 1959       |
| 325    | Você Vê Aí!...                       | Erasmo Silva                                                            | Aracy de Almeida | Conjunto                                                                 | Samba        | Polydor 307-B                    | 1959       |
| 326    | E Daí?                               | Miguel Gustavo                                                          | Aracy de Almeida | Pernambuco e sua Orquestra                                               | Samba        | Polydor 332-A                    | 1959       |
| 327    | Amiga                                | Jorge Duarte                                                            | Aracy de Almeida | Pernambuco e sua Orquestra                                               | Samba        | Polydor 332-B                    | 1959       |
| 328    | E Daí?                               | Miguel Gustavo                                                          | Aracy de Almeida |                                                                          | Samba        | Sinter 627-A                     | 1959       |
| 329    | Chorando Pedia                       | Vinicius de Moraes                                                      | Aracy de Almeida | Orchestra dir. by Carlos Monteiro de Souza                               | Samba        | Sinter 627-B                     | 1959       |
| 330    | Dói, Dói, Dói...                     | João Melo                                                               | Aracy de Almeida | Orchestra dir. by Carlos Monteiro de Souza                               | Samba        | Philips P61006h-A                | 1960       |
| 331    | P’ra Que?                            | Alcebíades Nogueira/Colombo                                             | Aracy de Almeida |                                                                          | Samba        | Philips P61006h-B                | 1960       |
| 332    | Brotinho Bossa-Nova                  | João Roberto Kelly                                                      | Aracy de Almeida | Orchestra dir. by Carlos Monteiro de Souza                               | Samba        | Philips P61019h-A                | 1960       |
| 333    | Mulher de Boêmio                     | Alcebíades Nogueira/Ari Monteiro                                        | Aracy de Almeida | Orchestra dir. by Carlos Monteiro de Souza                               | Samba        | Philips P61019h-B                | 1960       |
| 334    | Saci Pererê                          | Henrique de Almeida/Rubi                                                | Aracy de Almeida |                                                                          | Marcha       | Momo Mo-03-A                     | 1960       |
| 335    | Chuva Fina                           | David Raw/Antoninho Lopes                                               | Aracy de Almeida |                                                                          | Marcha       | Momo Mo-03-B                     | 1960       |
| 336    | Devagar                              | Vera Falção/Jorge de Castro/Marcléo                                     | Aracy de Almeida |                                                                          | Batucada     | Mocambo 15.548-B                 | 1964       |

### LPs Originais
| Indice | Album                                                     | Ano  | Gravadora             |
| ------ | --------------------------------------------------------- | ---- | --------------------- |
| 1      | Aracy de Almeida Apresenta Sambas de Noel Rosa            | 1954 | Continental LPP-06    |
| 2      | Canções de Noel Rosa com Aracy de Almeida                 | 1955 | Continental LPP-10    |
| 3      | Sucessos de Aracy de Almeida                              | 1956 | Continental LPP-40    |
| 4      | O Samba em Pessôa                                         | 1958 | Polydor LPNG 4.014    |
| 5      | Aracy de Almeida                                          | 1959 | Polydor 45 EPN 5.024  |
| 6      | Sambas Inéditos de Noel Rosa                              | 1959 | Sinter EP 45.1006     |
| 7      | Aracy de Almeida: Samba                                   | 1960 | Philips P 630.410 L   |
| 8      | Samba Pede Passagem                                       | 1966 | Polydor 4.121         |
| 9      | Sérgio Porto - Aracy de Almeida - Billy Blanco no Zum-Zum | 1966 | Elenco ME-34          |
| 10     | Samba É Aracy de Almeida                                  | 1966 | Elenco ME-35          |
| 11     | Aracy de Almeida                                          | 1968 | Continental CS 50.105 |
| 12     | Noel Rosa/Aracy de Almeida                                | 1975 | Continental MN 00295  |
| 13     | Aracy de Almeida ao Vivo e à Vontade                      | 1988 | Continental           |
| 14     | Os Ídolos do Rádio Vol. XIII: Aracy de Almeida            | 1988 | Collector’s           |

### Compilações
| Indice | Album                                                               | Ano  | Artista | Gravadora                  |
| ------ | ------------------------------------------------------------------- | ---- | ------- | -------------------------- |
| 1      | A Dama do Encantado                                                 | 1968 |         | Continental LPK-20.018     |
| 2      | Chave de Ouro                                                       | 1968 |         | RCA Camden CALB-5132       |
| 3      | Aracy de Almeida                                                    | 1969 |         | Imperial IMP 30.165        |
| 4      | Ídolos da MPB, Vol. 12—Noel Rosa                                    | 1975 |         | Continental 1.19.405.012   |
| 5      | Araci de Almeida Interpreta Noel Rosa                               | 1983 |         | Phonodisc 34.405.233       |
| 6      | O Samba em Pessoa                                                   | 1986 |         | RCA/Moto Discos 803.345    |
| 7      | Filigranas Musicais Volume III Aracy de Almeida e Patrício Teixeira | 1987 |         | RCA Ariola MG-10003-87     |
| 8      | Aracy                                                               | 1988 |         | Continental LP-1.07.405.38 |
| 9      | As Lágrimas Podem Secar                                             | 1989 |         | Revivendo LB-035           |

### CDs
| Indice | Album                                                           | Ano  | Gravadora                      |
| ------ | --------------------------------------------------------------- | ---- | ------------------------------ |
| 1      | Orlando Silva, Carmen Barbosa e Aracy de Almeida                | 1990 | Revivendo RVCD-012             |
| 2      | Mestres da MPB: Noel Rosa & Araci de Almeida                    | 1993 | Continental/Warner             |
| 3      | Noel Rosa por Aracy de Almeida e Mario Reis                     | 1993 | Revivendo RVCD-027             |
| 4      | Aracy de Almeida & Cyro Monteiro: Sambistas de Fato             | 1994 | Revivendo RVCD-053             |
| 5      | Mestres da MPB: Aracy de Almeida Vol. 2                         | 1995 | Continental/Warner 063010776-2 |
| 6      | A Música Brasileira deste Século por seus Autores e Intérpretes | 2001 | Sesc SP JCB                    |

### Tributos
| Indice | Album               | Artista         | Ano  | Gravadora        |
| ------ | ------------------- | --------------- | ---- | ---------------- |
| 1      | A Dama do Encantado | Olivia Byington | 1997 | MP,B 398420455-2 |

## Maiores sucessos (ordem cronológica)
- 1935 - Palpite Infeliz
- 1936 - O X do Problema
- 1936 - Não Quero Mais
- 1936 - Manda Embora Essa Tristeza
- 1936 - Só Pode Ser Você
- 1936 - Já Faz Um Ano
- 1936 - Palpite Infeliz
- 1937 - Qual o Quê (com Os Diabos do Céu)
- 1937 - Eu Sei Sofrer
- 1938 - Último Desejo
- 1938 - Vaca Amarela (com Lamartine Babo)
- 1938 - Veneza Americana
- 1938 - Rapaz Folgado
- 1938 - Feitiço da Vila
- 1938 - Tenha Pena de Mim
- 1939 - Camisa Amarela
- 1939 - Pedro Viola
- 1939 - Chorei Quando o Dia Clareou
- 1939 - Passarinho do Relógio (Cuco)
- 1940 - Miserê
- 1941 - Gênio Mau
- 1942 - A Mulher do Leiteiro
- 1942 - Fez Bobagem
- 1942 - Engomadinho
- 1944 - Tudo Passa
- 1944 - Ninguém Ensaiou
- 1944 - Gosto Mais do Salgueiro
- 1945 - Escandalosa
- 1946 - Saia do Caminho
- 1946 - Louco (Ela e Seu Mundo)
- 1947 - Quem Foi
- 1947 - Pela Décima Vez
- 1948 - Bairros de Pequim
- 1948 - Não Me Diga Adeus
- 1949 - João Ninguém
- 1949 - Filosofia
- 1950 - Não Tem Tradução
- 1951 - Com Que Roupa
- 1951 - O Orvalho Vem Caindo (com Kid Pepe)
- 1951 - Feitio de Oração (com Vadico)
- 1951 - Três Apitos
- 1953 - Se Eu Morresse Amanhã
- 1955 - Fita Amarela
- 1957 - Bom Dia, Tristeza